# Warneckea microphylla
Warneckea microphylla là một loài thực vật có hoa trong họ Mua. Loài này được (Gilg) Borhidi miêu tả khoa học đầu tiên năm 1993.